# ماركو سباسويفيتش
ماركو سباسويفيتش هو لاعب كرة قدم صربي في مركز الوسط، ولد في 3 أكتوبر 1990 في كروشيفاتس في صربيا. لعب مع نابريداك كروشيفاتس.

## وصلات خارجية
- ماركو سباسويفيتش على موقع قاعدة بيانات كرة القدم.إي يو (الإنجليزية)
- ماركو سباسويفيتش على موقع Soccerway.com (الإنجليزية)